# Fern Persons
Fern Persons (Chicago, Illinois; 27 de julio de 1910-Denver, Colorado; 22 de julio de 2012) fue una actriz de cine y televisión estadounidense y miembro de la Federación Americana de Artistas de Radio y Televisión del Gremio de Actores de Pantalla desde 1937 hasta su muerte. Sus créditos cinematográficos incluyeron Field of Dreams y Hoosiers.
Persons prestó servicios en la Junta Directiva Nacional del Screen Actors Guild (SAG) de 1976 a 1998. También formó parte del Consejo de Sucursal de Chicago del SAG durante 44 años y de la Junta Local de AFTRA Chicago durante más de treinta años. Gran parte de su trabajo en SAG y AFTRA se centró en mejorar las oportunidades de actuación profesional para los actores mayores.

## Vida y carrera
Fern Gwendolyn Ball nació en 1910 en Chicago, Illinois, y se mudó a Kalamazoo, Michigan, cuando era una niña con su familia. Obtuvo una Licenciatura en Artes en drama de Kalamazoo College en 1933. Más tarde recibió una Licenciatura en Bellas Artes de actuación del Carnegie Institute of Technology, ahora llamada Carnegie Mellon University en Pittsburgh, Pennsylvania. Se graduó magna cum laude y Phi Beta Kappa de ambas universidades. También fue galardonada con el Premio Otto Kahn a la excelencia en la actuación en Carnegie.
Ball conoció a su futuro esposo, Max Persons, mientras ambos eran estudiantes universitarios. Se casaron en 1935. Una vez que se graduó de Carnegie, personas trabajó en Detroit en la radio por un corto período. La familia, que ahora incluía una hija recién nacida, se mudó a Chicago para que Personas pueda seguir su carrera como actriz en la segunda mitad de la década de 1930.
Persons se unió al Screen Actors Guild (SAG) en 1937 y se convirtió en el quinto miembro de la sucursal SAG de Chicago cuando se unió en 1953. Fue elegida para el Consejo de la sucursal de Chicago en 1962 y sirvió durante cuarenta y cuatro años hasta 2006, cuando renunció solo porque ya no podía conducir. También sirvió más de treinta años en la Junta Local de AFTRA Chicago. Persons fue elegida para la Junta Nacional de SAG en 1976, y sirvió en ese órgano hasta 1998. Durante ese tiempo, de 1977 a 1981, fue elegida quinta vicepresidenta nacional de SAG. Se desempeñó como representante de la División de Sucursal Regional SAG en los comités de negociación de TV / Teatro y Comercial durante la década de 1980 e intermitentemente durante la década de 1990.

## Vida personal
Fern Ball se casó con Max Persons en octubre de 1935 y permaneció casada durante treinta y seis años hasta su muerte en noviembre de 1971. El 27 de julio de 1999, el alcalde de Chicago, Richard Daley, declaró oficialmente el "Día de las personas de Fern" para celebrar su 89 cumpleaños. El día honró sus contribuciones a las comunidades artísticas y de actuación de Chicago. Los Persons habían residido previamente en Evanston, Illinois. Los Persons se mudaron a Colorado en 2010 para estar más cerca de su hija.

## Muerte
Murió mientras dormía el 22 de julio de 2012, cinco días antes de cumplir 102 años en Littleton, Colorado. Le sobreviven su hija, Nancy Rockafellow, tres nietos y seis bisnietos.

## Filmografía
- La historia de los guantes de oro (1950) - Sra. Burke
- El hombre de acero (1965)
- En el buen camino (1981) - Dama de la flor
- Hudson Taylor (1981)
- Clase (1983) - Directora DeBreul
- Risky Business (1983) - Profesora de laboratorio
- Grandview, Estados Unidos (1984) - Profesora
- Hoosiers (1986) - Opal Fleener
- Field of Dreams (1989) - La madre de Annie
- Preludio a un beso (1992) - Anciana
- El secreto (2001) - Gran tía Daria
- Boricua (2004) - Hilde Klingenberg (papel final de la película)

## Televisión
- Esos encantamientos jóvenes entrañables ; reparto principal (1952) - Abbe Charm
- El club de Mickey Mouse ; 1 episodio (1956)
- Aventura en Dairyland ; reparto principal (1956) - Sra. McCandless
- Cabalgata de América ; 1 episodio (1957) - Sra. Hubbard
- Historia de Chicago ; TV Movie (1982)
- Teatro americano ; 1 episodio (1984) - Tía Vera
- Knox duro ; Película de televisión (1984)
- Jack y Mike ; 1 episodio (1987)
- Sable 1 episodio (1987) - Rebecca Sable
- Mario y la mafia ; TV Movie (1992)
- Personas desaparecidas ; 1 episodio (1993) - Althea Swanson
- Edición temprana ; 2 episodios (1997–1999) - Mrs. Flowers, Bibliotecaria / Helen
- Urgencias ; 1 episodio (1999) - Anciana